# Dicranum longicylindricum
Dicranum longicylindricum là một loài Rêu trong họ Dicranaceae. Loài này được C. Gao & T. Cao mô tả khoa học đầu tiên năm 1992.